# Tiszaroff
Tiszaroff là một thị trấn thuộc hạt Jász-Nagykun-Szolnok, Hungary. Thị trấn này có diện tích 52,49 km², dân số năm 2010 là 1624 người, mật độ 31 người/km².